# Cophanta illurgis
Cophanta illurgis är en fjärilsart som beskrevs av William Chapman Hewitson 1869. Cophanta illurgis ingår i släktet Cophanta och familjen juvelvingar. Inga underarter finns listade i Catalogue of Life.